# Damián Escudero
Damián Ariel Escudero (* 20. April 1987 in Rosario) ist ein ehemaliger argentinischer Fußballspieler. Er ist der Sohn des ehemaligen Fußballspielers Osvaldo Escudero.

## Karriere

### Verein
Escudero begann seine Karriere in der Jugendmannschaft von CA Vélez Sársfield. 2005 wurde er in die erste Mannschaft geholt. In seiner ersten Saison wurde in der Apertura der dritte Platz erreicht, in der Clausura wurde man sogar nur Zehnter. Weiters gab er sein Debüt in der Copa Libertadores. Am 14. März 2006 spielte Escudero bis zur 88. Minute (ausgewechselt gegen Ariel Broggi), er erhielt eine gelbe Karte und der Mittelfeldspieler erzielte beim 4:3-Erfolg gegen den Vertreter aus Peru, Universitario de Deportes, zwei Treffer. In der Saison 2007/08 wurden die Plätze zehn sowie fünf erreicht.
2008 wechselte er nach Spanien zum FC Villarreal, von welchen er gleich darauf an Real Valladolid, wegen einer Überschreitung der Nicht-EU-Europäer im Kader, verliehen wurde. Mit Valladolid wurde der 16. Platz erreicht. Ab Sommer 2009/10 war er bei Villarreal fix im Kader verankert. Nach der Saison wechselte Escudero im Juli 2010 wieder in seine Heimat zu Boca Juniors. Anfang 2011 verlieh ihn der Klub nach Brasilien zu Grêmio Porto Alegre. Mit dem Klub trat er in der Staatsmeisterschaft von Rio Grande do Sul, der Copa Libertadores 2011 und der Série A 2011 an. Trotz regelmäßiger Einsätze wurde das Leihgeschäft mit ihm nicht verlängert. Er verblieb aber weiterhin auf Leihbasis im Land bei Atlético Mineiro. 2013 kam als Leihspieler zum EC Vitória. Der Klub übernahm Escudero zur Saison 2014 fest.
2016 wechselte Escudero nach Mexiko zu Club Puebla. Zur Saison 2017 ging er zurück nach Brasilien zum CR Vasco da Gama. Nachdem er 2018 ohne Kontrakt war, ging Escudero Anfang 2019 nach Bolivien zum Club San José. Anfang April des Jahres wechselte er dann zu seiner letzten Station als Profi zum Cuiabá EC, wo er nach Abschluss der Série B 2019 seine Laufbahn beendete.

### U–20 Nationalmannschaft
Escudero nahm an der Junioren-Südamerikameisterschaft 2007 in Paraguay teil, wo die Albiceleste hinter Brasilien Zweiter wurde. Daraufhin spielte er bei der Junioren-Fußballweltmeisterschaft 2007 in Kanada. Escudero kam im Gruppenspiel gegen Panama zum Einsatz. Er wurde nach 19 Minuten wegen einer Verletzung gegen Pablo Daniel Piatti ausgewechselt. Das Spiel in Ottawa wurde 6:0 gewonnen. Argentinien gewann am Ende des Turniers den Titel. Zu Einsätzen für die A-Nationalmannschaft Argentiniens kam er nicht.

## Trivia
Sein Cousin Sergio Escudero ist ebenfalls Fußballspieler.

## Erfolge
Nationalmannschaft
- U-20-Fußball-Weltmeisterschaft Zweiter: 2007

Atlético Mineiro
- Staatsmeisterschaft von Minas Gerais: 2012

Vitória
- Staatsmeisterschaft von Bahia: 2013

Vasco da Gama
- Taça Rio: 2017

Cuiabá
- Copa Verde: 2019